# Modunda
Modunda Simon, 1901 è un genere di ragni appartenente alla famiglia Salticidae.

## Distribuzione
Le due specie oggi note di questo genere sono state rinvenute dal Sudafrica all'India, nello Sri Lanka e in Cina.

## Tassonomia
Questo genere è stato rimosso dalla sinonimia con Bianor Peckham & Peckham, 1886 da un lavoro di Logunov del 2001, contra un lavoro di Prószynski del 1990.
A dicembre 2010, si compone di due specie:
- Modunda aeneiceps Simon, 1901 — Sri Lanka, Cina
- Modunda staintoni (O. P.-Cambridge, 1872)[2] — dal Sudafrica all'India